# Windows Server 2019
Windows Server 2019 je serverová verze operačního systému z řady Windows NT od společnosti Microsoft a je nástupcem systému Windows Server 2016. Jeho nástupcem je Windows Server 2022.
Hlavní podpora aktualizací pro Windows Server 2019 skončila 9. ledna 2024 a stále existuje rozšířená podpora, která má skončit 9. ledna 2029.

## Vývoj a vydání
Poprvé byl oznámen 20. března 2018 a stejný den byla uvedena první Windows Insider preview verze (build 17666). Všeobecně dostupný byl 2. října 2018.
Dne 6. října 2018 byla stažena verze 1809 (build 17763) kvůli nahlášeným problémům s mazáním dat při aktualizaci systému. Postihuje systémy, kde byl profil uživatele (tj. umístění složek Dokumenty, Obrázky, Videa, Hudba) přesunut do jiného umístění, ale data byla ponechána na původním místě. Protože je Windows Server 2019 založen na Windows 10 verze 1809, byly ze stejného důvodu staženy oba systémy. Znovu byl uvolněn 13. listopadu 2018. Životní cyklus byl upraven ve vztahu k novému datu vydání.

## Novinky
Windows Server 2019 obsahuje tyto novinky:
- Podpora pro Kubernetes (Beta)
- Další novinky z Windows 10 verze 1809:
  - Storage Spaces Direct
  - Storage Migration Service
  - Storage Replica
  - System Insights
- Vylepšený Windows Defender
- Windows Admin Center
- Přidáno OpenSSH

Od ledna roku 2020 je možná podpora webového prohlížeče Microsoft Edge.